# Клементьево (Ивановская область)
Клементьево — село в Лежневском районе Ивановской области России, входит в состав Лежневского сельского поселения.

## География
Деревня расположена в 10 километрах на северо-запад от райцентра посёлка Лежнево.

## История
В XVIII столетии село было вотчиной князей Гундоровых, а в XIX веке принадлежало помещикам Ошаниным. Каменная церковь в селе построена в 1760 году на средства князя Василия Осиповича Гундорова и прихожан. Колокольня и ограда при церкви тоже каменные. Престолов в церкви было три: в холодной — в честь Всемилостивого Спаса, в теплых приделах: во имя Святителя и Чудотворца Николая и в честь Всех Святых. Приход состоял из села и 10 деревень. 
В конце XIX — начале XX века село входило в состав Березовской волости Ковровского уезда Владимирской губернии. В 1859 году в селе числилось 12 дворов, в 1905 году — 8 дворов.
С 1932 года село входило в состав Увальевского сельсовета Лежневского района, с 1954 года в составе Телегинского сельсовета, с 1960 года – в составе Лежневского сельсовета, в 1963–85 годах село входило в состав Ивановского района, с 2005 года село — в составе Лежневского сельского поселения.

## Население
| 1859 | 1905 | 2010 |
| ---- | ---- | ---- |
| 97   | ↘57  | ↘46  |

## Достопримечательности
В селе находится недействующая Церковь Спаса Всемилостивого (1760)